# Steenkamp (natuurgebied)
Steenkamp is een natuurgebied bij Kotten ten zuiden van Winterswijk. Het is tevens (naast negentien andere gebieden) onderdeel van het in 2005 door de Nederlandse overheid uitgeroepen Nationaal Landschap Winterswijk, een gebied van totaal bijna 22.000 hectare groot. 

## Flora
Via een gemarkeerd weidepad is het natuurgebied Steenkamp te bewandelen, langs heide, poelen, akkers en weilanden, die van elkaar zijn gescheiden door houtwallen met eik, sleedoorn en hondsroos. Begin 20e eeuw werd de streek ontgonnen voor de landbouw. Nu is er steeds meer ruimte voor natuur. Door herstelwerkzaamheden van Vereniging Natuurmonumenten groeit er weer kleine zonnedauw en stekelbrem op de heide. 

## Bron
- natuurmonumenten.nl

Bekendelle · Beurzerbeek · Blekkinkveen · Bönnink · Borkense baan · Buskersbos · Corlese Veen · Döttinkrade · Grote Goor · Hilgelo · Kloosterbos · Korenburgerveen · Landgoed Kotten · Landgoed Mentink · Landgoed Walfort · Loohuisbos · Meddosche Veen · Slingeplas · Steengroeve · Steenkamp · Stortelersbeek · Vragenderveen · Willinks Weust · Wooldse Veen · Zwanenbroek